# Porta Trigêmina
Porta Trigêmina era uma das portas da antiga Muralha Serviana de Roma e que ficava no sopé do monte Aventino. Tanto a origem do seu nome quanto a sua localização são temas de debates entre os estudiosos. Ela foi reconstruída com o nome Arco de Lêntulo e Crispino, que ficava perto de Santa Maria in Cosmedin e foi demolida no século XV.

## Etimologia
São muitas as teorias sobre a origem do nome "Trigêmina". Segundo Säflund, um proeminente estudioso da topografia romana, a solução óbvia — que esta porta se abria em três passagens arcadas — não é possível, pois esse tipo de construção não existia antes do período sulano (começo do século I a.C.). Uma outra hipótese é que seriam três portas geminadas. Mais plausível quando se leva em consideração aspectos da mitologia romana, é a possibilidade que esta porta tenha sido decorada com três cabeças esculpidas do ladrão Caco conhecido por, após aterrorizar a região do Aventino, onde morava, ter roubado os bois de Hércules. No Fórum Boário, nas imediações, havia um altar (ara) construído, segundo a lenda, pelo próprio Hércules depois de assassinar Caco para agradecer a Júpiter pela recuperação de seus bois. Ali também está, ainda hoje, o Templo de Hércules Victor ("Hércules Vencedor").
Além de "Trigêmina", esta porta também era conhecida como Porta Minúcia, e também neste caso há várias teorias sobre este nome. Segundo a hipótese mitológica, o nome seria uma referência a um templo dedicado ao deus Minúcio (uma outra personificação de Hércules), o descobridor dos ladrões e salteadores que infestavam a região, que antigamente era coberta por mata fechada. Este Minúcio era a contraparte da deusa Laverna, a protetora desses mesmos ladrões e salteadores, cujo templo ficava a pouca distância dali, nas imediações da vizinha Porta Lavernal. Outra hipótese é que o nome da porta seria uma referência à residência do prefeito anonário Lúcio Minúcio Augurino, no cargo entre 439 e 438 a.C..

## História
Historicamente, a Porta Trigêmina foi o palco de um sério conflito social que culminou com o assassinato de Caio Graco e a resistência armada da plebe contra o exército consular no Aventino. O confronto final se deu no Clivo Sublício, nas imediações da porta e na vizinha Ponte Sublício. Com o massacre de mais de três mil plebeus, acabou definitivamente a esperança de uma reforma agrária e uma nova estrutura social em Roma.

## Localização
Uma hipótese sugere que a porta ficava na moderna Via della Greca. Alguns estudiosos a posicionaram no traçado da antiga Scalae Cassi, que subia da margem do Tibre até o Aventino, terminando onde hoje está a igreja de Santa Sabina. Segundo uma outra hipótese, mais plausível, ela ficava na moderna Via di Santa Sabina e era atravessada pelo Clivo Publício, que levava ao Templo de Diana.
Os mais recentes estudos arqueológicos, efetuados por G. Pisani Sartorio e H. Lyngby, alterar ligeiramente essa posição, localizando a porta mais para baixo, na direção do começo do Clivo Publício, que, segundo eles, não seguia o traçado do moderno Clivo dei Publicii e sim o do vizinho Clivo di Rocca Savella. Esta nova localização parece mais coerente com o desenrolar dos eventos históricos posteriores aos tumultos provocados pela morte de Caio Graco, uma vez que Clivo di Rocca Savella é certamente mais próximo da antiga Ponte Sublício do que o moderno Clivo dei Publicii.
A posição da Porta Trigêmina tinha uma considerável importância estratégica do ponto de vista social, econômico e comercial. No centro de um dos bairros mais populosos e ativos na época romana, ao lado do Fórum Boário, entre o porto, as salinas e o arsenal, a poucos metros dos depósitos de mercadorias como azeite, cereais e vinho, do Empório e dos escritórios alfandegários, a Porta Trigêmina se abria na base do monte Aventino, onde morava principalmente a plebe romana, e foi o palco de muitos conflitos e lutas políticas. De frente para ela estava o mais importante porto da cidade (Porto di Ripa Grande) até a construção do porto de Óstia pelo imperador Cláudio.
Dionísio de Halicarnasso atesta a existência entre os romanos do culto de Evandro, a quem era dedicado um altar no Aventino perto da Porta Trigêmina segundo ele.